# Porażenie okresowe
Porażenia okresowe – grupa rzadkich chorób genetycznych należących do kanałopatii, których wspólną cechą jest osłabienie i porażenie mięśni pod wpływem różnych czynników, takich jak chłód, gorąco, posiłek bogaty w węglowodany.
Należą tu:
- hipokaliemiczne porażenie okresowe[1]
- hiperkaliemiczne porażenie okresowe[1]
- paramiotonia wrodzona[1]
- zespół Andersen-Tawila[1]
- tyreotoksyczne porażenie okresowe[2]